# Бондарчук Олександр Васильович
Бондарчук Олександр Васильович — український політик. Народився 30 вересня 1957 р.

## Життєпис
Член КПУ, колишній нардеп, член Комітету з питань соцполітики та праці (з липня 1998), член фракції КПУ (з травня 1998).
Народився 30 вересня 1957 в Богодухові на Харківщині.

### Освіта
1980 року закінчив Харківський авіаційний інститут, інженер-механік, «Літакобудівництво».

### Кар'є'ра
1980—1984 — інженер-конструктор на Київському механічному заводі. 
1984—1986 — служба в армії. 
1987—1988 — інженер-конструктор, Авіаційний науково-технічний комплекс ім. Антонова.

### Політична діяльність
Народний депутат України 3 скликання з березня 1998 від КПУ, № 35 в списку. На час виборів конструктор авіаційного науково-технічного комплексу ім. Антонова (Київ), член КПУ.
Березень 1998 — кандидат в народні депутати, виборчий округ № 222, Київ.

### Журналістська діяльність
У 2014 році Бондарчук розмістив у газеті «Рабочий класс», головним редактором якої він був, два матеріали, які були кваліфіковані як посягання на територіальну цілісність і недоторканність України (стаття 110 пункт 1 Кримінального кодексу).

### Арешт
Серед цим матеріалів інтерв'ю із терористом Павлом Губарєвим. У березні 2015 року був затриманий і знаходився під вартою. 29 грудня 2015 року був звільнений під особисте зобов'язання з умовою з'являтися на наступні засідання суду.